# Алундерис, Видас
Ви́дас Алунде́рис (лит. Vidas Alunderis; род. 27 марта 1979, Клайпеда) — литовский футболист и российский тренер. Выступал на позиции защитника. Выступал за национальную сборную Литвы. В 2014 году сменил литовское гражданство на российское.

## Биография

### Клубная карьера
В Литве играл за «Жальгирис-Волмета», «Атлантас», «Жальгирис» и «Ардену». В 2001 году перешёл в харьковский «Металлист», всего за 2 года сыграл 33 матча. В 2003 году играл за «Ветру». В 2004 году вновь играл за «Атлантас». В 2004 году подписал контракт с польским клубом «Заглембе», контракт был рассчитан на 2,5 года.
В 2008 году перешёл в симферопольскую «Таврию». Контракт был рассчитан на 2 года. За клуб в Премьер-лиге Украины дебютировал 16 июля 2008 года в матче против «Днепра» (0:0). Не сумел пробиться в основу симферопольской команды, в результате чего зимой 2009 года был выставлен на трансфер. Полгода поддерживал форму, тренируясь и выступая за молодёжный состав «Таврии». 23 июня 2009 года перешёл в австрийский клуб ЛАСК из города Линц, подписал контракт по схеме «1+2». Позже выступал за «Балтику» и «Симург». Летом 2012 года перешёл в новосибирскую «Сибирь».
В 2014 году после аннексии Крыма Россией принял российское гражданство. В 2015 году перешёл в феодосийский «Голеодор», где взял 5 номер. В 2017 году вступил в общественное движение Putin Team.
С 2020 года работает в Академии футбола Крыма тренером команды детей 2007 года рождения.

### Карьера в сборной
Выступал за юношескую сборную Литвы до 19 лет и молодёжную сборную до 21 года. С 1999 года по 2010 год являлся игроком национальной сборной Литвы и провёл 21 матч.